# Линијаш (амерички фудбал)
У америчком фудбалу, линијаш је играч који је специјализован за игру на линији скримиџа. Линијаши у тиму који тренутно поседују лопту су офанзивна линија, док су Линијаши противничког тима дефанзивна линија. Бројна правила НФЛ-а посебно се баве ограничењима и захтевима за офанзивну линију, чији је задатак да заштити квотербека од одузимања, или, још горе лутања. Одбрамбена линија покривена је истим правилима која важе за све дефанзивне играче. Линијаши су обично највећи играчи на терену и по висини и по тежини, јер за њихове позиције обично је потребно мање трчања и више снаге него умешних позиција.

## Oфанзивна линија
Линија офанзиве састоји се од центра који је одговоран за пуштање лопте у игру, двојице чувара који су по боку центра и два офанзивна обарача који су по боку чувара. Поред тога, потпуна офанзивна линија може такође укључивати уски крај спољашње стране са једним или оба обарача.
Кретање офанзивног линијца током игре често је ограничено на само неколико брзих корака (обично из става од три тачке) до успостављања положаја, након чега следи рвачка утакмица слична сумо рвању. Офанзивни Линијаши су тако највећи играчи на терену, са одличном спретношћу и равнотежом, али ограниченом брзином кретања праволинијски (право).
У неким извођеним играма, офанзивни Линијаш ће се повући, повлачећи се из почетног положаја и трчећи иза осталих нападачких линијца како би ангажовао дефанзивног играча изван почетне ширине офанзивне линије; у модерним играма та дужност обично пада на чуваре.
Када офанзивни Линијаш обори играча на блоку, оставивши одбрамбеног играча да лежи на леђима, то је познато као блок палачинки.
Када у офанзивној линији има једнак број људи са обе стране центра, то је познато као балансирана линија. Унутрашња офанзивна линија састоји се од центра и чувара.
Офанзивни Линијаши немају право да хватају пролазне пасове и није им дозвољено да напредују више од 2 метра поред линије скримиџа у време бацања пасова, било да су у вези са дефанзивним играчем или не. Међутим, крајеви (било да су уски или широки хватачи) испуњавају услове за хватање пасова. Једини изузетак овом правилу је кад је испуњен услов за обарање и потез је извршен, али таква игра/мора да буде објављен од стране судије пре таквог потеза/игре.

### Трк игра
Код трк игре, главни задатак офанзивне линије је стварање простора за носиоца лопте како би могао да трчи, било гурањем свих дефанзивних играча уназад преко линије скримиџа или гурањем дефанзивних играча у страну како би се носач лопте могао кретати кроз њих.

### Пас игра
У додавањима, офанзивна линија одговорна је за спречавање одбрамбених играча да оборе квотербека пре него што баци лопту. Заустављање ових играча у недоглед обично није могуће, тако да је главни циљ офанзивне линије да их успори, пружајући квотербеку неколико секунди да препозна отвореног примача и бацају лопту.

## Одбрамбена линија
Одбрамбена линија састоји се од једног или два дефанзивна обарача и два дефанзивна краја који играју ван дефанзивних обарача. Одбрамбена линија сарађује са линијским нападачима како би покушала да контролише линију скримиџа. Одбрана 4-3, која се најчешће користи у НФЛ-у, користи два дефанзивна обарача(и одбрамбену линију четворице, са тројицом нападача иза њих), док 3-4 одбрана користи само једног дефанзивног обарача, названог носни обарач (и одбрамбена линија тројице људи, са четири нападача иза њих). Међутим, дефанзивни крајеви у типичних 3-4 имају одговорности које су сличније 4-3 одбрамбеним обарачима него 4-3 одбрамбеним крајевима.
Код игре из трка, циљ је оборити носача лопте. Одбрамбена линија покушава да задржи своју изворну формацију (чак и размак без рупа), али и да спречи било које чланове противничке офанзивне линије да успешно ангажују леајнбекере који јуре носаче лопте. Одбрамбени обарачи су обично најстручнији браниоци тима.
У пролазним играма, одбрамбена линија покушава да досегне до квотербека. У идеалном случају, дефанзивни играчи су у стању да оборе квотербека за губитак (сек), али у пракси ће квотербек обично успети да баци лопту пре него што је направљен стварно обарање; циљ је на тај начин што брже извршити притисак на противника, како би га натерао да баци лопту пре него што нађе отвореног примача. Одбрамбени крајеви су обично најстручнији убрзани додавачи. Да би повећали притисак на противничког квотербека, тимови ће често имати играче који нису одбрамбена линија у покушају да оборе квотербека; ово се назива блиц.
Пошто одбрана не зна да ли прекршај покушава да изведе пас игру или трк игру(или да ли ће квотербек одустати од покушаја преласка и уместо трчања са лоптом), они морају да уравнотеже стратегије додавања и трчања: трчање око офанзивног лајнмена и избегавање контакта може омогућити бржи притисак на квотербека, али исто тако оставља рупу у одбрамбеној линији и ослобађа офанзивног линијца да упосли лајнбејкера, омогућавајући велику трк игру.
Одбрамбени Линијаш, посебно одбрамбени крајеви, позвани су да раде више од трчања него офанзивни Линијаши, тако да су обично лакши и бржи.